# Вилла-Миноццо
Вилла-Миноццо (итал. Villa Minozzo) — коммуна в Италии, в провинции Реджо-нель-Эмилия области Эмилия-Романья.
Население составляет 4150 человек (на 2001 г.), плотность населения составляет 25 чел./км². Занимает площадь 168 км². Почтовый индекс — 42030. Телефонный код — 0522.
Покровителями коммуны почитаются святые Кирик и Иулитта, празднование 15 июля.